# HUMAN LOST. Исповедь неполноценного человека
HUMAN LOST. Исповедь неполноценного человека (яп. HUMAN LOST 人間失格 HUMAN LOST Нингэн сиккаку, досл. «Потеря человечности») — полнометражный анимационный фильм, созданный компанией Polygon Pictures по мотивам романа «Исповедь «неполноценного» человека» Осаму Дадзая 1949 года.
На основе фильма была выпущена манга Рюсукэ Такасиро. Публикация началась в августом номере журнала Afternoon издательства Kodansha, вышедшем 25 июня 2019 года
Компания «Ракета Релизинг» лицензировала фильм «Human Lost». Премьера в российском прокате состоялась 26 марта 2020 года. Права на показ приобрёл телеканал «2x2».

## Сюжет
Токио, 111 год Сёва. Революционные медицинские технологии победили смерть: при помощи внутренних наноустройств, которые контролируются системой S.H.E.L.L., человек гарантированно может прожить 120 лет, не болея и не нуждаясь в лечении травм. Это привело к социальному и экономическому расслоению, падению морали, деградации общества и сильному загрязнению окружающей среды. Также появился феномен потери человечности, когда люди, отключённые от S.H.E.L.L., становятся увечными и уродливыми.
Наркоман и отброс Ёдзо Оба, уже практически находясь на дне жизни, внезапно обнаруживает в себе невероятные способности.

## Роли озвучивали
| Актёр            | Роль          |
| ---------------- | ------------- |
| Мамору Мияно     | Ёдзо Оба      |
| Харука Тисуга    | Цунэко        |
| Дзюн Фукуяма     | Такэси        |
| Кана Ханадзава   | Ёсико Хиираги |
| Кэнъитиро Мацуда | Сибута        |
| Миюки Савасиро   | Мадам         |
| Рикия Кояма      | Ацуги         |
| Такахиро Сакураи | Масао Хорики  |

## Медиа

### Фильм
На официальном сайте полнометражного аниме Human Lost: Ningen Shikkaku выложили постер и трейлер проекта. Производством занималась студия Polygon Pictures, режиссёром выступил Фуминори Кидзаки, фильм снимали по сценарию То Убукаты. Концептуальный арт создал Кэнтиро Томияси. Мировая премьера фильма состоялась в октябре 2019 года в США, а только потом фильм вышел в Японии.
Фильм был показан вне программы в июне 2019 года на Международном фестивале анимационных фильмов в Анси, а позже на различных фестивалях аниме по всему миру — Anime Expo, «Фантазия», Scotland Loves Anime и кинофестивале в Сиджесе.

### Манга
На основе фильма была выпущена манга Рюсукэ Такасиро. Публикация началась в августом номере журнала Afternoon издательства Kodansha, вышедшем 25 июня 2019 года.

## Критика
Фильм удостоился особого упоминания в категории «Axis: The Satoshi Kon Award for Excellence in Animation» на международном киновестивале «Фантазия» в Монреале.

## Примечание
1. ↑  劇場アニメ―ション映画『HUMAN LOST 人間失格』. Дата обращения: 23 мая 2020. Архивировано 26 сентября 2020 года.
2. ↑  HUMAN LOST: ИСПОВЕДЬ НЕПОЛНОЦЕННОГО ЧЕЛОВЕКА. Дата обращения: 23 мая 2020. Архивировано 8 августа 2020 года.
3. 1 2  Crystalyn Hodgkins. Human Lost Anime Film Gets Manga Adaptation (Updated) (англ.). Anime News Network (24 мая 2019). Дата обращения: 5 октября 2019. Архивировано 14 ноября 2019 года.
4. ↑  Эксклюзив: отрывок полнометражного аниме Human Lost. Дата обращения: 23 мая 2020. Архивировано 14 апреля 2020 года.
5. ↑  HUMAN LOST. Исповедь неполноценного человека. Дата обращения: 23 августа 2020. Архивировано 28 сентября 2020 года.
6. ↑  Jennifer Sherman. Human Lost Anime Film's Video Reveals October Screenings in U.S. (англ.). Anime News Network (23 августа 2019). Дата обращения: 5 октября 2019. Архивировано 23 августа 2019 года.
7. ↑  Rafael Antonio Pineda. Ride Your Wave, Relative Worlds, Wonderland, Children of the Sea Films Compete at Annecy (Updated) (англ.). Anime News Network (16 апреля 2019). Дата обращения: 5 октября 2019. Архивировано 11 июня 2019 года.
8. ↑  Rafael Antonio Pineda. Anime Expo to Screen Human Lost Film (англ.). Anime News Network (13 июня 2019). Дата обращения: 5 октября 2019. Архивировано 14 сентября 2019 года.
9. ↑  Crystalyn Hodgkins. Montreal's Fantasia Festival Screens World Premiere of The Girl from the Other Side, Shishigari Anime Shorts (англ.). Anime News Network (28 июня 2019). Дата обращения: 5 октября 2019. Архивировано 14 сентября 2019 года.
10. ↑  Andrew Osmond. Scotland Loves Anime 2019 Line-up and Tickets Available (англ.). Anime News Network (4 сентября 2019). Дата обращения: 5 октября 2019. Архивировано 7 мая 2020 года.
11. ↑  Alex Mateo. Her Blue Sky, Human Lost, Ride Your Wave, Wonderland Anime Compete at Sitges Film Fest (англ.). Anime News Network (18 сентября 2019). Дата обращения: 5 октября 2019. Архивировано 16 октября 2019 года.
12. ↑  Rafael Antonio Pineda. Ride Your Wave, Human Lost Films Win Awards at Fantasia Int'l Film Festival (англ.). Anime News Network (26 июля 2019). Дата обращения: 5 октября 2019. Архивировано 26 июля 2019 года.